# Invisible Wind Factory
Invisible Wind Factory là một địa điểm tổ chức sự kiện có trụ sở tại một nhà máy cũ ở Liverpool, Vương quốc Anh. Được mở cửa vào năm 2016 và tổ chức một loạt các hợp đồng biểu diễn và các sự kiện.

## Địa điểm
Tòa nhà ở số 3 đường Regent, phía bắc của trung tâm thành phố Liverpool và gần Kho thuốc lá Stanley Dock. Được mua lại bởi Kazimier Collective, đã được biết đến ở Liverpool cho câu lạc bộ Kazimier, đóng cửa vào cuối năm 2016. Tầng trệt được phát triển thành không gian tổ chức sự kiện và hội thảo, tầng đầu tiên được chia thành các studio nghệ sĩ và tầng hầm trở thành phòng tổ chức sự kiện thứ hai được gọi là Trạm biến áp. Invisible Wind Factory mở cửa cho công chúng vào tháng 5 năm 2016, với một chương trình đa phương tiện mang tên Omphalos. Vào năm 2018, Paulina Olowska đã lắp đặt một bức tranh khảm trên bức tường bên ngoài như một phần của Liverpool Biennial. Tập thể Kazimier là một phần trong kế hoạch tái tạo của Hội đồng Thành phố Liverpool cho khu Ten Streets.

## Sự kiện
Tập thể sử dụng không gian triển lãm cho các sự kiện và hợp đồng biểu diễn. Địa điểm có sức chứa 1.500 người. Các nhạc sĩ đã biểu diễn tại nơi này bao gồm Example, Fat White Family, Peaches, Ride và The Orielles. Trong đại dịch COVID-19, địa điểm này đã đóng cửa trong một thời gian bắt đầu từ tháng 3 năm 2020 và tăng cường thêm nhân viên. Địa điểm đã nhận được tài trợ từ Quỹ Phục hồi Văn hóa và Hội đồng Nghệ thuật Anh. Sau đó, nơi này được sử dụng làm trung tâm xét nghiệm COVID-19.
Địa điểm được lên kế hoạch tổ chức Lễ hội Futurama, ban đầu do Heaven 17 sau đó là New Model Army; sau hai lần bị trì hoãn, lễ hội đã bị hủy bỏ vào đầu năm 2022. Từ tháng 5 năm 2021, địa điểm tổ chức sự kiện cũng được sử dụng vào ban ngày.